# Gabriella Cortese
Gabriella Cortese, née le 26 mars 1965 à Turin, est une créatrice de vêtements féminins et d'objets, et une cheffe d'entreprise française.

## Biographie

### Origine, famille et vie privée
Elle naît à Turin, de parents italiens et avec une grand-mère maternelle d'origine hongroise, qui lui apprend la broderie dès son enfance.
Elle fait des études à la faculté de lettres de l'Université de Turin. Elle reste très attachée à cette ville où elle retourne souvent. Elle fait de l'escrime.
Elle arrive en France à 18 ans. En 1985, elle poursuit des études à la Sorbonne tout en dansant pendant 18 mois au Crazy Horse sous le pseudonyme de Drama,.
Elle épouse le 16 septembre 2006 le comédien Marc Rioufol, décédé en 2011. Ils ont un fils, Nicola. Ils habitent dans le quartier Pigalle. Le magazine Elle a publié des photos de sa maison « où chaque pièce raconte une histoire, s'illumine de couleurs et de motifs ».

### Création de Antik Batik
Elle s'oriente vers la création de vêtements pour femmes et crée une première fois la société Antik Batik en 1992. En 2008, alors que la marque a trois boutiques à Paris, quatre au Japon et 40 salariés, elle lance un plan de développement de l'entreprise. Son mari, ainsi que Dominique Besnehard, l'aident beaucoup à développer son affaire, notamment en prenant contact avec des célébrités qui adoptent ses vêtements telles que Ségolène Royal, Vanessa Paradis et même Carla Bruni.
Toutefois, à la suite du décès de son mari et d'une croissance mal maîtrisée, la société est mise en redressement judiciaire en 2016. Gabriella Cortese est obligée de fermer des magasins tout en ne conservant qu'une dizaine de collaborateurs, et de vendre désormais par le canal de magasins multi-marques. En 2018, l'entreprise dégraissée se porte mieux et l'on inaugure un lieu d'exposition et de vente dans Le Marais.
Elle sous-traite en partie la fabrication des vêtements en Inde, dans le Rajasthan où elle se rend plusieurs fois par an, ce qui lui vaut d'accompagner Emmanuel Macron en Inde en 2018,. Elle sous-traite également au Pérou à des artisans qui travaillent la laine d'alpaga. Pour organiser cette sous-traitance, elle voyage beaucoup, parfois avec son fils Nicola.

## Philosophie de marketing
Elle définit la marque qu'elle a créé en ces termes : « J'ai voulu que cette marque soit à l'image de ce qui m'anime : le voyage, la découverte des autres et de leur culture ». Le public visé est le « hippie chic »,.